# Globivenus callimorpha
Globivenus callimorpha är en musselart som först beskrevs av Dall 1902.  Globivenus callimorpha ingår i släktet Globivenus och familjen venusmusslor. Inga underarter finns listade i Catalogue of Life.